# Hans Tanzmeister
Hans Tanzmeister (* 8. April 1892 in Altaussee; † 21. November 1955 in Graz) war ein österreichischer Bergingenieur und Politiker (Heimatblock). Von 1930 bis 1933 war er Mitglied des Bundesrates.

## Leben
Nach Schulbesuch in Altaussee und Salzburg studierte Tanzmeister an der Montanistischen Hochschule Leoben Bergbau und schloss sein Studium 1919 ab. Er trat in den Dienst der Alpine Montangesellschaft und war in verschiedenen Führungspositionen im Bergbau Köflach tätig. Als Angehöriger des Steirischen Heimatschutzes kandidierte er auf der Heimwehrliste für den Steiermärkischen Landtag und wurde schließlich vom Landtag in den Bundesrat entsandt. Im August 1932 trat er aus dem Heimatblock aus und gehörte dem Bundesrat von da an bis zum Verbot des Heimatschutzes im Jahr 1933 als fraktionsloses Mitglied an.
Er kehrte zu seiner beruflichen Tätigkeit zurück und wurde 1939 Betriebsleiter des Bergbaus Bärnbach. 1945 wurde er vom Dienst enthoben und lebte später in Altaussee und Graz.